# История почты и почтовых марок Словении
История почты и почтовых марок Словении подразделяется на периоды, соответствующие почтовым системам государств, в составе которых находилась территория Словении (Австро-Венгрия, Югославия), и современной Словении (с 1991).

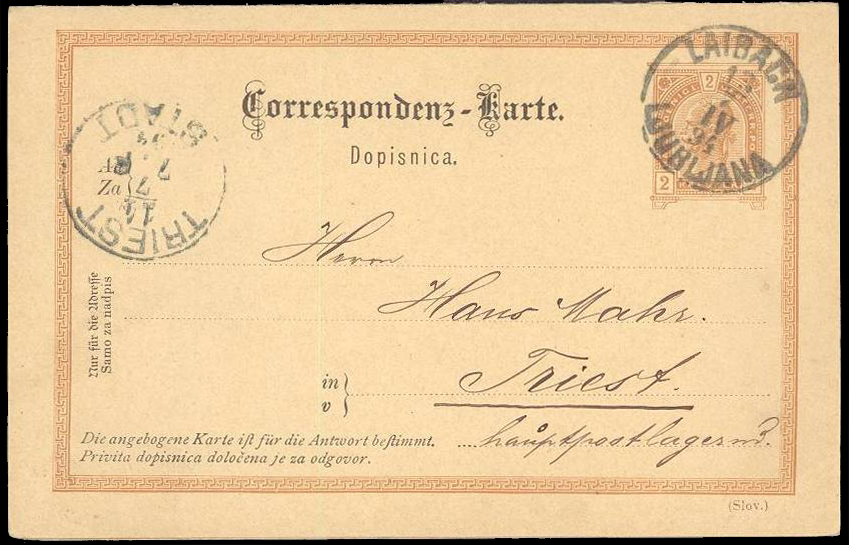
Почтовая карточка, отправленная в 1894 году из Любляны в Триест

## В составе Австрийской империи и Австро-Венгрии
До 1918 года почтовая история Словении была тесно связана с развитием почты в Австрийской империи и Австро-Венгрии.
1 июня 1850 года на территории Словении поступили в обращение первые марки — марки Австрийской империи, которые имели хождение до 1920 года. В отделениях связи Словении, например, Любляны, корреспонденция обрабатывалась двуязычными календарными штемпелями на немецком и словенском языках.

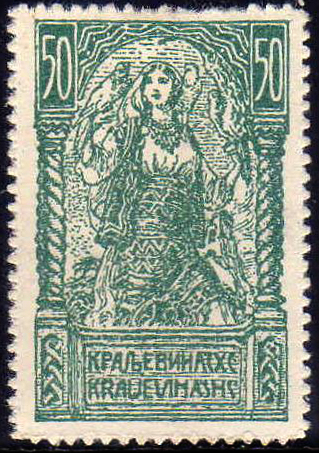
Марка Королевства СХС, Люблянская дирекция (венский выпуск), 1919

## В составе Государства СХС и Королевства Югославия
После создания Государства Словенцев, Хорватов и Сербов (позднее — Королевство СХС) на территории Словении использовались выпуски Загребской и Сараевской почтовых дирекций. 3 января 1919 года Люблянская дирекция выпустила серию из восьми марок с аллегорическим рисунком: словенец, разрывающий цепи и с названием государства, написанным латиницей и кириллицей «Држава СХС / Država SHS». Марки печатались в Любляне литографским способом. Подходящей бумаги, красок и технических средств было очень мало, поэтому существует большое число разновидностей этих марок. Они печатались на различной бумаге, различной краской с неодинаковой зубцовкой.
В связи с забастовкой типографских рабочих в Любляне, клише было передано для печати в Вену. 8 апреля 1919 года серия была переиздана с дополнительными номиналами и рисунками: женский образ (Королевство СХС) с тремя соколами, ангел мира и портрет короля Петра I Карагеоргиевича. На миниатюрах было указано новое название государства «Краљевина СХС / Kralievina SHS». Марки были отпечатаны типографским способом. По окончании забастовки клише вернулось в Любляну, где в мае 1920 года были выпущены ещё две марки серии на мелованной бумаге с портретом Петра I Карагеоргиевича.

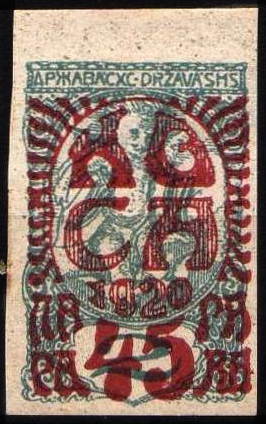
Плебисцитная марка Каринтии, зона А. Люблянская дирекция, 1920(Mi #142)

В июне 1920 года стандартные марки переиздали в новых денежных единицах — пара и динарах. Люблянская дирекция выпускала также газетные и доплатные марки. В сентябре 1920 года были выпущены провизории — на газетных марках Люблянской дирекции сделали надпечатки новых номиналов. В январе 1921 года в обращение поступили знаки почтовой оплаты единые для всей страны, которые использовались до середины 1941 года.

### Каринтия (Корушка)
В 1920 году на территории Каринтии, расположенной на границе Австрии и Королевства СХС, проводился плебисцит для определения государственной принадлежности. Территория делилась на зоны А и Б. В сентябре — октябре для зоны А (южная часть Каринтии) Люблянская почтовая дирекция выпустила серию плебисцитных марок с надпечаткой аббревиатуры «KGCA» («Koruško. Glasovalna Cona A» — «Каринтийская зона голосования А») и нового номинала на газетных марках Люблянской дирекции. Эти марки продавались в почтовых отделениях по цене втрое выше номинала. Наценка шла в фонд пропаганды за присоединение Корушки к Королевству СХС. Были изъяты в октябре 1920 года.

## Оккупация в период Второй мировой войны

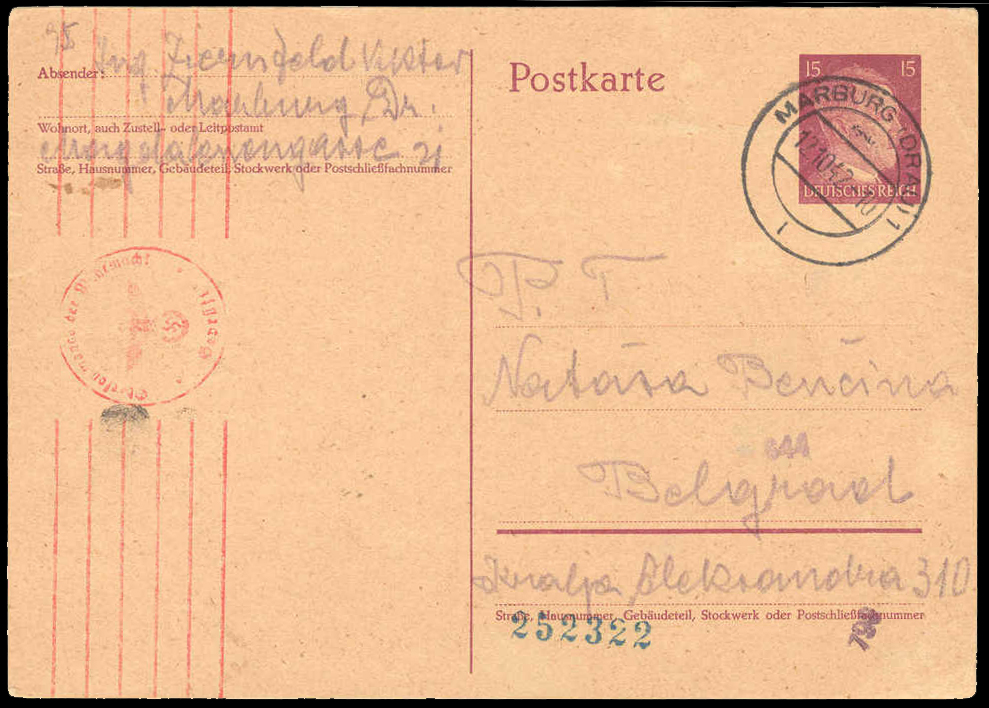
Почтовая карточка, отправленная из Марбурга (1942)

В 1941 году после нападения на Югославию стран Оси территория Словении была разделена между Германией, Италией и Венгрией.

### Северная Словения
В апреле 1941 года город Марибор (Марбург) и прилегающие районы: южные части Штирии и Каринтии, а также Крайна, были включены в состав Германии. Здесь начала работать германская служебная почта. В начальный период оккупации продолжали использоваться знаки почтовой оплаты Югославии, которые в некоторых отделениях связи гасились специальными штемпелями с надписями типа нем. «Marburg wieder den Deutschen» («Марбург снова немецкий»). Смешанные франкировки немецкими и югославскими марками не допускались. После официальной аннексии территорий с 29 сентября 1941 года в обращение поступили марки Германии. Германская почта отметила аннексию памятной серией из четырёх марок с видами Марибора, Велене (Вельдеса) и Птуя (Петтау), а также горы Триглав, которые гасились специальными штемпелями.

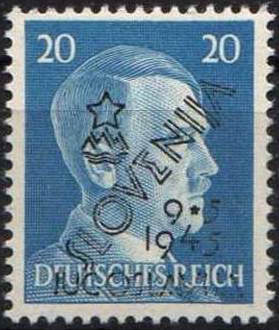
Почтовая марка Марибора, 1945

После освобождения Марибора, здесь 15 июня 1945 года на стандартных марках Германии была сделана надпечатка звезды, контура горы Триглав и текста словен. «Slovenija (по диагонали) / 9 * 5 / 1945 / Jugoslavija». Серия состояла из 18 номиналов. Была в обращении до 30 июня 1945 года, заменена марками Югославии.

### Люблянская провинция
Любляна и прилегающие территории были оккупированы итальянскими войсками. Вначале эта зона находилась под управлением гражданского комиссариата оккупированных словенских территорий. 26 апреля 1941 года в обращение поступили первые марки — стандартные и доплатные марки Югославии с надпечаткой аббревиатуры названия комиссариата итал. Co. Ci.
Королевским декретом от 3 мая 1941 года оккупированная территория была включена в состав Италии под названием — провинция Любляна. В тот же день вышла и новая серия из 16 марок — надпечатка «R. Commisariato / Civile / Territori Sloveni / occupati / Lubiana» («Королевский гражданский комиссариат оккупированных словенских территорий Лубианы») на стандартных марках Югославии. Позднее эту надпечатку сделали на авиапочтовых и доплатных марках Югославии. В июне 1941 года на марках Югославии была сделана новая надпечатка: «Alto Commisariato / per la / provincia / di / Lubiana» («Верховный комиссариат провинции Лубиана»). Затем все местные выпуски заменили общегосударственными марками Италии, которые использовались параллельно с 3 мая 1941 года.
|                                                                                    | |                                        |                                              |                              |
| 1941: марка Гражданского комиссариата оккупированных словенских территорий (Mi #6) | 1941: марка Королевского гражданского комиссариата оккупированных словенских территорий Лубианы (Mi #34) | 1944: марка Провинции Любляна (Mi #17) | 1945: то же. Старый замок в Любляне (Mi #51) | 1945: марка Любляны (Mi #18) |

После капитуляции Италии провинция Любляна перешла под управление военной администрации Германии, а почта была передана местным властям. В январе 1944 года вышли собственные марки — надпечатки гербового орла и текста «Provinz Laibach Ljubljanska pokrajina» («Провинция Любляна») на почтовых выпусках Италии. Так же в январе 1944 года были изданы авиапочтовые марки. В феврале того же года — почтово-благотворительные марки, сбор от которых шёл в пользу Красного Креста. Позднее были изданы доплатные марки. В марте-мае 1945 года появилась серия из 16 марок оригинальных рисунков с видами провинции. Одновременно использовались знаки почтовой оплаты Италии и допускались смешанные франкировки.
После освобождения страны марки видовой серии Люблянской провинции надпечатали — изображение звезды, контура горы Триглав и надпись словен. «Jugoslavija / * / Slovenija (по диагонали) / 9 * 5 / 1945 / Jugoslavija». Они использовались до 30 июня 1945 года, а затем их заменили выпусками Югославии.

### Мурская Словения
В 1867 году после разделения Австрийской империи на австрийскую и венгерскую части район Словении, расположенный за рекой Мура, так называемое Трансмурье, вошёл в состав Венгрии, а в 1918 году — в состав Государства СХС. В 1941 году Венгрия оккупировала эту территорию. Здесь сразу же были введены венгерские марки и штемпеля. Венгерская почта отметила захват югославских территорий памятным выпуском — надпечаткой на стандартных марках венг. «Dél visszatér» («Юг возвращён»). Эти марки были в обращении до 30 июня 1942 года.
После освобождения в центре этого района — Мурска Собота — на 12 знаках почтовой оплаты Венгрии была сделана надпечатка звезды, контура горы Триглав и текста словен. «Slovenija (по диагонали) / 9 * 5 / 1945 / Jugoslavija». Марки использовались до 30 июня 1945 года и были заменены выпусками Югославии.

## Современная Словения

Первая стандартная марка Словении, 1991

Первая марка независимой Словении вышла 26 июня 1991 года. На ней был изображён проект здания парламента и дана надпись «Samostojnost / Independence» («Независимость»). Автором эскиза миниатюры был Грега Кошак. В декабре того же вышли первые стандартные марки с изображением герба республики и номиналом в новой валюте — словенских толарах.
Первые коммеморативные марки появились 8 февраля 1992 года в честь зимних Олимпийских игр в Альбервиле. В дальнейшем памятные марки посвящались 100-летию здания оперы в Любляне, 300-летию со дня рождения скрипача и композитора Джузеппе Тартини, 500-летию открытия Америки и т. д.
Марки Югославии использовались самостоятельно и в смешанных франкировках до 24 апреля 1992 года, а затем их изъяли.
В мае 1994 года был издан первый почтовый блок, состоящий из четырёх марок с изображением местных растений. В июне 2000 года вышли первые безноминальные марки. Серия из четырёх миниатюр была посвящена замкам и дворцам Словении.
В мае 1992 года была издана первая почтово-налоговая марка, сбор от которой шёл в фонд Красного Креста. Миниатюра была выпущена в обычном и самоклеящемся вариантах.
В январе 2007 года вышла серия из 17 марок в евро и центах. Ранее изданные эмиссии были изъяты из обращения, кроме марок, номиналы которых проставлены буквенными индексами. Смешанные франкировки не допускались.

«Марка» «Альпенфорланда / Адрии»

## Фантастические выпуски
Во второй половине 1940-х годов на филателистическом рынке появилась фантастическая 16-марочная серия неизвестного происхождения, изданная от имени вымышленного государственного образования «Альпенфорланд—Адрия» (нем. Alpenvorland—Adria). Для её изготовления был использован дизайн марок провинции Любляна (германская оккупация), выпущенных в январе — апреле 1945 года  (Mi #45—60). Рисунки марок — различные виды этого края — были оставлены без изменения, но вместо обозначения «Provinz Laibach / Ljubljanska Pokrajina» было указано «Alpenvorland / Adria».